# Liste der Sieger im Boccia bei Paralympischen Sommerspielen

Allgemeines Boccia-Piktogramm des IPC. Zu jeder Austragung der Paralympischen Sommerspiele werden abgewandelte Versionen im Corporate Design der jeweiligen Veranstaltung veröffentlicht.

Die Liste der Sieger im Boccia bei Paralympischen Sommerspielen listet – gegliedert nach den verschiedenen Leistungsklassen – alle Sieger sowie die Zweit- und Drittplatzierten in der Präzisionssportart Boccia bei den Paralympischen Sommerspielen auf. Boccia ist seit der siebten Austragung dieser größten Sportwettbewerbe für Athleten mit Behinderung, also seit 1984, fester Bestandteil des Programms. Lediglich bei der Premiere gab es nach Geschlechtern getrennte Wertungen; seit 1988 sind sämtliche Leistungsklassen des Boccia „mixed“ – es treten also Sportler aller Geschlechter gegeneinander an.
Den Siegerlisten sind eine Tabelle der erfolgreichsten Athleten sowie eine Nationenwertung angehängt.

## Überblick über die Leistungsklassen
Die aktuellen Leistungsklassen im paralympischen Boccia definieren sich wie folgt:
- BC 1: — Infantile Zerebralparese

- Motorische Störungen betreffen den ganzen Körper
- Ball wird mit Händen oder Füßen gespielt
- Unterstützung durch einen Helfer erlaubt

- BC 2: — Infantile Zerebralparese

- Motorische Störungen betreffen den ganzen Körper
- Ball wird mit den Händen gespielt
- Keine Unterstützung durch einen Helfer

- BC 3: — Infantile Zerebralparese oder vergleichbare Krankheiten

- Motorische Störungen betreffen alle vier Gliedmaßen
- Notwendigkeit einer Rampe, um den Ball zu spielen
- Unterstützung durch einen Helfer erlaubt

- BC 4: — Muskeldystrophie, Tetraplegie oder ähnliche Krankheiten (außer infantiler Zerebralparese)

- Motorische Störungen betreffen alle vier Gliedmaßen
- Ball wird mit den Händen gespielt
- Keine Unterstützung durch einen Helfer

Nachstehende Tabelle gibt die Veränderung der Leistungsklassen in den drei Boccia-Disziplinen bei den einzelnen Paralympischen Sommerspielen wieder. Momentan ausgetragene Leistungsklassen sind grün  gekennzeichnet und solche, die im Laufe der Jahre abgeschafft wurden, mit einer roten Markierung :
| Disziplin  | Disziplin                | Paralympische Sommerspiele | Paralympische Sommerspiele | Paralympische Sommerspiele | Paralympische Sommerspiele | Paralympische Sommerspiele | Paralympische Sommerspiele | Paralympische Sommerspiele | Paralympische Sommerspiele | Paralympische Sommerspiele |
| Disziplin  | Disziplin                | 1984                       | 1988                       | 1992                       | 1996                       | 2000                       | 2004                       | 2008                       | 2012                       | 2016                       |
| ---------- | ------------------------ | -------------------------- | -------------------------- | -------------------------- | -------------------------- | -------------------------- | -------------------------- | -------------------------- | -------------------------- | -------------------------- |
| Einzel     | Männer C 1               |                            |                            |                            |                            |                            |                            |                            |                            |                            |
| Einzel     | Frauen C 1               |                            |                            |                            |                            |                            |                            |                            |                            |                            |
| Einzel     | Mixed C 1                |                            |                            |                            |                            |                            |                            |                            |                            |                            |
| Einzel     | Mixed C 1 mit Hilfsgerät |                            |                            |                            |                            |                            |                            |                            |                            |                            |
| Einzel     | Männer C 2               |                            |                            |                            |                            |                            |                            |                            |                            |                            |
| Einzel     | Frauen C 2               |                            |                            |                            |                            |                            |                            |                            |                            |                            |
| Einzel     | Mixed C 2                |                            |                            |                            |                            |                            |                            |                            |                            |                            |
| Einzel     | Mixed BC 1               |                            |                            |                            |                            |                            |                            |                            |                            |                            |
| Einzel     | Mixed BC 2               |                            |                            |                            |                            |                            |                            |                            |                            |                            |
| Einzel     | Mixed BC 3               |                            |                            |                            |                            |                            |                            |                            |                            |                            |
| Einzel     | Mixed BC 4               |                            |                            |                            |                            |                            |                            |                            |                            |                            |
| Doppel     | Mixed C 1 mit Hilfsgerät |                            |                            |                            |                            |                            |                            |                            |                            |                            |
| Doppel     | Mixed BC 3               |                            |                            |                            |                            |                            |                            |                            |                            |                            |
| Doppel     | Mixed BC 4               |                            |                            |                            |                            |                            |                            |                            |                            |                            |
| Mannschaft | Mixed Klassenoffen       |                            |                            |                            |                            |                            |                            |                            |                            |                            |
| Mannschaft | Mixed C 1 / C 2          |                            |                            |                            |                            |                            |                            |                            |                            |                            |
| Mannschaft | Mixed BC 1 / BC 2        |                            |                            |                            |                            |                            |                            |                            |                            |                            |

## Ergebnisse

### Einzel

#### Männer C 1
| Olympia | Gold                                   | Silber                                 | Bronze                                 |
| ------- | -------------------------------------- | -------------------------------------- | -------------------------------------- |
| 1984    | Henrik Jorgensen                       | Russell Cecchini                       | Terry Hudson                           |
| 1988    | Leistungsklasse nicht mehr ausgetragen | Leistungsklasse nicht mehr ausgetragen | Leistungsklasse nicht mehr ausgetragen |
| 1992    | Leistungsklasse nicht mehr ausgetragen | Leistungsklasse nicht mehr ausgetragen | Leistungsklasse nicht mehr ausgetragen |
| 1996    | Leistungsklasse nicht mehr ausgetragen | Leistungsklasse nicht mehr ausgetragen | Leistungsklasse nicht mehr ausgetragen |
| 2000    | Leistungsklasse nicht mehr ausgetragen | Leistungsklasse nicht mehr ausgetragen | Leistungsklasse nicht mehr ausgetragen |
| 2004    | Leistungsklasse nicht mehr ausgetragen | Leistungsklasse nicht mehr ausgetragen | Leistungsklasse nicht mehr ausgetragen |
| 2008    | Leistungsklasse nicht mehr ausgetragen | Leistungsklasse nicht mehr ausgetragen | Leistungsklasse nicht mehr ausgetragen |
| 2012    | Leistungsklasse nicht mehr ausgetragen | Leistungsklasse nicht mehr ausgetragen | Leistungsklasse nicht mehr ausgetragen |
| 2016    | Leistungsklasse nicht mehr ausgetragen | Leistungsklasse nicht mehr ausgetragen | Leistungsklasse nicht mehr ausgetragen |
| 2020    | Leistungsklasse nicht mehr ausgetragen | Leistungsklasse nicht mehr ausgetragen | Leistungsklasse nicht mehr ausgetragen |

#### Frauen C 1
| Olympia | Gold                                   | Silber                                 | Bronze                                 |
| ------- | -------------------------------------- | -------------------------------------- | -------------------------------------- |
| 1984    | Carol Johnson                          | Candy Demarois                         | Debbie Willows                         |
| 1988    | Leistungsklasse nicht mehr ausgetragen | Leistungsklasse nicht mehr ausgetragen | Leistungsklasse nicht mehr ausgetragen |
| 1992    | Leistungsklasse nicht mehr ausgetragen | Leistungsklasse nicht mehr ausgetragen | Leistungsklasse nicht mehr ausgetragen |
| 1996    | Leistungsklasse nicht mehr ausgetragen | Leistungsklasse nicht mehr ausgetragen | Leistungsklasse nicht mehr ausgetragen |
| 2000    | Leistungsklasse nicht mehr ausgetragen | Leistungsklasse nicht mehr ausgetragen | Leistungsklasse nicht mehr ausgetragen |
| 2004    | Leistungsklasse nicht mehr ausgetragen | Leistungsklasse nicht mehr ausgetragen | Leistungsklasse nicht mehr ausgetragen |
| 2008    | Leistungsklasse nicht mehr ausgetragen | Leistungsklasse nicht mehr ausgetragen | Leistungsklasse nicht mehr ausgetragen |
| 2012    | Leistungsklasse nicht mehr ausgetragen | Leistungsklasse nicht mehr ausgetragen | Leistungsklasse nicht mehr ausgetragen |
| 2016    | Leistungsklasse nicht mehr ausgetragen | Leistungsklasse nicht mehr ausgetragen | Leistungsklasse nicht mehr ausgetragen |
| 2020    | Leistungsklasse nicht mehr ausgetragen | Leistungsklasse nicht mehr ausgetragen | Leistungsklasse nicht mehr ausgetragen |

#### Mixed C 1
| Olympia | Gold                                   | Silber                                 | Bronze                                 |
| ------- | -------------------------------------- | -------------------------------------- | -------------------------------------- |
| 1984    | Leistungsklasse noch nicht ausgetragen | Leistungsklasse noch nicht ausgetragen | Leistungsklasse noch nicht ausgetragen |
| 1988    | Yun Kang-no                            | Henrik Jorgensen                       | João Alves                             |
| 1992    | Antonio Cid Cortés                     | James Thomson                          | Henrik Jorgensen                       |
| 1996    | Kim Hae-ryung                          | Henrik Jorgensen                       | Steven Thompson                        |
| 2000    | Leistungsklasse nicht mehr ausgetragen | Leistungsklasse nicht mehr ausgetragen | Leistungsklasse nicht mehr ausgetragen |
| 2004    | Leistungsklasse nicht mehr ausgetragen | Leistungsklasse nicht mehr ausgetragen | Leistungsklasse nicht mehr ausgetragen |
| 2008    | Leistungsklasse nicht mehr ausgetragen | Leistungsklasse nicht mehr ausgetragen | Leistungsklasse nicht mehr ausgetragen |
| 2012    | Leistungsklasse nicht mehr ausgetragen | Leistungsklasse nicht mehr ausgetragen | Leistungsklasse nicht mehr ausgetragen |
| 2016    | Leistungsklasse nicht mehr ausgetragen | Leistungsklasse nicht mehr ausgetragen | Leistungsklasse nicht mehr ausgetragen |
| 2020    | Leistungsklasse nicht mehr ausgetragen | Leistungsklasse nicht mehr ausgetragen | Leistungsklasse nicht mehr ausgetragen |

#### Mixed C 1 mit Hilfsgerät
| Olympia | Gold                                   | Silber                                 | Bronze                                 |
| ------- | -------------------------------------- | -------------------------------------- | -------------------------------------- |
| 1984    | Leistungsklasse noch nicht ausgetragen | Leistungsklasse noch nicht ausgetragen | Leistungsklasse noch nicht ausgetragen |
| 1988    | Leistungsklasse noch nicht ausgetragen | Leistungsklasse noch nicht ausgetragen | Leistungsklasse noch nicht ausgetragen |
| 1992    | Leistungsklasse noch nicht ausgetragen | Leistungsklasse noch nicht ausgetragen | Leistungsklasse noch nicht ausgetragen |
| 1996    | José Carlos Macedo                     | Yolanda Martín                         | Paul Driesen                           |
| 2000    | Leistungsklasse nicht mehr ausgetragen | Leistungsklasse nicht mehr ausgetragen | Leistungsklasse nicht mehr ausgetragen |
| 2004    | Leistungsklasse nicht mehr ausgetragen | Leistungsklasse nicht mehr ausgetragen | Leistungsklasse nicht mehr ausgetragen |
| 2008    | Leistungsklasse nicht mehr ausgetragen | Leistungsklasse nicht mehr ausgetragen | Leistungsklasse nicht mehr ausgetragen |
| 2012    | Leistungsklasse nicht mehr ausgetragen | Leistungsklasse nicht mehr ausgetragen | Leistungsklasse nicht mehr ausgetragen |
| 2016    | Leistungsklasse nicht mehr ausgetragen | Leistungsklasse nicht mehr ausgetragen | Leistungsklasse nicht mehr ausgetragen |
| 2020    | Leistungsklasse nicht mehr ausgetragen | Leistungsklasse nicht mehr ausgetragen | Leistungsklasse nicht mehr ausgetragen |

#### Männer C 2
| Olympia | Gold                                   | Silber                                 | Bronze                                 |
| ------- | -------------------------------------- | -------------------------------------- | -------------------------------------- |
| 1984    | Craig Clifton                          | Gord Hamilton                          | Mark Chard                             |
| 1988    | Leistungsklasse nicht mehr ausgetragen | Leistungsklasse nicht mehr ausgetragen | Leistungsklasse nicht mehr ausgetragen |
| 1992    | Leistungsklasse nicht mehr ausgetragen | Leistungsklasse nicht mehr ausgetragen | Leistungsklasse nicht mehr ausgetragen |
| 1996    | Leistungsklasse nicht mehr ausgetragen | Leistungsklasse nicht mehr ausgetragen | Leistungsklasse nicht mehr ausgetragen |
| 2000    | Leistungsklasse nicht mehr ausgetragen | Leistungsklasse nicht mehr ausgetragen | Leistungsklasse nicht mehr ausgetragen |
| 2004    | Leistungsklasse nicht mehr ausgetragen | Leistungsklasse nicht mehr ausgetragen | Leistungsklasse nicht mehr ausgetragen |
| 2008    | Leistungsklasse nicht mehr ausgetragen | Leistungsklasse nicht mehr ausgetragen | Leistungsklasse nicht mehr ausgetragen |
| 2012    | Leistungsklasse nicht mehr ausgetragen | Leistungsklasse nicht mehr ausgetragen | Leistungsklasse nicht mehr ausgetragen |
| 2016    | Leistungsklasse nicht mehr ausgetragen | Leistungsklasse nicht mehr ausgetragen | Leistungsklasse nicht mehr ausgetragen |
| 2020    | Leistungsklasse nicht mehr ausgetragen | Leistungsklasse nicht mehr ausgetragen | Leistungsklasse nicht mehr ausgetragen |

#### Frauen C 2
| Olympia | Gold                                   | Silber                                 | Bronze                                 |
| ------- | -------------------------------------- | -------------------------------------- | -------------------------------------- |
| 1984    | Nancy Anderson                         | Diane Wiscombe                         | Jane Spitzley                          |
| 1988    | Leistungsklasse nicht mehr ausgetragen | Leistungsklasse nicht mehr ausgetragen | Leistungsklasse nicht mehr ausgetragen |
| 1992    | Leistungsklasse nicht mehr ausgetragen | Leistungsklasse nicht mehr ausgetragen | Leistungsklasse nicht mehr ausgetragen |
| 1996    | Leistungsklasse nicht mehr ausgetragen | Leistungsklasse nicht mehr ausgetragen | Leistungsklasse nicht mehr ausgetragen |
| 2000    | Leistungsklasse nicht mehr ausgetragen | Leistungsklasse nicht mehr ausgetragen | Leistungsklasse nicht mehr ausgetragen |
| 2004    | Leistungsklasse nicht mehr ausgetragen | Leistungsklasse nicht mehr ausgetragen | Leistungsklasse nicht mehr ausgetragen |
| 2008    | Leistungsklasse nicht mehr ausgetragen | Leistungsklasse nicht mehr ausgetragen | Leistungsklasse nicht mehr ausgetragen |
| 2012    | Leistungsklasse nicht mehr ausgetragen | Leistungsklasse nicht mehr ausgetragen | Leistungsklasse nicht mehr ausgetragen |
| 2016    | Leistungsklasse nicht mehr ausgetragen | Leistungsklasse nicht mehr ausgetragen | Leistungsklasse nicht mehr ausgetragen |
| 2020    | Leistungsklasse nicht mehr ausgetragen | Leistungsklasse nicht mehr ausgetragen | Leistungsklasse nicht mehr ausgetragen |

#### Mixed C 2
| Olympia | Gold                                   | Silber                                 | Bronze                                 |
| ------- | -------------------------------------- | -------------------------------------- | -------------------------------------- |
| 1984    | Leistungsklasse noch nicht ausgetragen | Leistungsklasse noch nicht ausgetragen | Leistungsklasse noch nicht ausgetragen |
| 1988    | Tom Leahy                              | Lee Jin-woo                            | Fernando Ferreira                      |
| 1992    | Lee Jin-woo                            | Fernando Costa                         | Lim Shin-hyuk                          |
| 1996    | María Hilda Rodríguez Rodríguez        | Tom Leahy                              | Jesús Fraile Moreno                    |
| 2000    | Leistungsklasse nicht mehr ausgetragen | Leistungsklasse nicht mehr ausgetragen | Leistungsklasse nicht mehr ausgetragen |
| 2004    | Leistungsklasse nicht mehr ausgetragen | Leistungsklasse nicht mehr ausgetragen | Leistungsklasse nicht mehr ausgetragen |
| 2008    | Leistungsklasse nicht mehr ausgetragen | Leistungsklasse nicht mehr ausgetragen | Leistungsklasse nicht mehr ausgetragen |
| 2012    | Leistungsklasse nicht mehr ausgetragen | Leistungsklasse nicht mehr ausgetragen | Leistungsklasse nicht mehr ausgetragen |
| 2016    | Leistungsklasse nicht mehr ausgetragen | Leistungsklasse nicht mehr ausgetragen | Leistungsklasse nicht mehr ausgetragen |
| 2020    | Leistungsklasse nicht mehr ausgetragen | Leistungsklasse nicht mehr ausgetragen | Leistungsklasse nicht mehr ausgetragen |

#### Mixed BC 1
| Olympia | Gold                                   | Silber                                 | Bronze                                 |
| ------- | -------------------------------------- | -------------------------------------- | -------------------------------------- |
| 1984    | Leistungsklasse noch nicht ausgetragen | Leistungsklasse noch nicht ausgetragen | Leistungsklasse noch nicht ausgetragen |
| 1988    | Leistungsklasse noch nicht ausgetragen | Leistungsklasse noch nicht ausgetragen | Leistungsklasse noch nicht ausgetragen |
| 1992    | Leistungsklasse noch nicht ausgetragen | Leistungsklasse noch nicht ausgetragen | Leistungsklasse noch nicht ausgetragen |
| 1996    | Leistungsklasse noch nicht ausgetragen | Leistungsklasse noch nicht ausgetragen | Leistungsklasse noch nicht ausgetragen |
| 2000    | Gabriel Shelly                         | Antonio Cid Cortés                     | Francisco Beltrán Manero               |
| 2004    | João Paulo Fernandes                   | Roger Aandalen                         | Pattaya Tadtong                        |
| 2008    | João Paulo Fernandes                   | Antonio Marques                        | Gabriel Shelly                         |
| 2012    | Pattaya Tadtong                        | David Smith                            | Roger Aandalen                         |
| 2016    | David Smith                            | Daniel Perez                           | Yoo Won-jeong                          |
| 2020    | David Smith                            | Chew Wei Lun                           | Jose Carlos Chagos de Oliveira         |

#### Mixed BC 2
| Olympia | Gold                                   | Silber                                 | Bronze                                 |
| ------- | -------------------------------------- | -------------------------------------- | -------------------------------------- |
| 1984    | Leistungsklasse noch nicht ausgetragen | Leistungsklasse noch nicht ausgetragen | Leistungsklasse noch nicht ausgetragen |
| 1988    | Leistungsklasse noch nicht ausgetragen | Leistungsklasse noch nicht ausgetragen | Leistungsklasse noch nicht ausgetragen |
| 1992    | Leistungsklasse noch nicht ausgetragen | Leistungsklasse noch nicht ausgetragen | Leistungsklasse noch nicht ausgetragen |
| 1996    | Leistungsklasse noch nicht ausgetragen | Leistungsklasse noch nicht ausgetragen | Leistungsklasse noch nicht ausgetragen |
| 2000    | Nigel Murray                           | Lee Jin-woo                            | Jesús Fraile Moreno                    |
| 2004    | José Javier Curto Gines                | Pedro Silva                            | Fernando Ferreira                      |
| 2008    | Kwok Hoi Ying Karen                    | Nigel Murray                           | Manuel Ángel Martín                    |
| 2012    | Maciel Sousa Santos                    | Yan Zhiqiang                           | Jeong So-yeong                         |
| 2016    | Watcharaphon Vongsa                    | Worawut Saengampa                      | Yan Zhiqiang                           |
| 2020    | Hidetaka Sugimura                      | Watcharaphon Vongsa                    | Maciel Santos                          |

#### Mixed BC 3
| Olympia | Gold                                   | Silber                                 | Bronze                                 |
| ------- | -------------------------------------- | -------------------------------------- | -------------------------------------- |
| 1984    | Leistungsklasse noch nicht ausgetragen | Leistungsklasse noch nicht ausgetragen | Leistungsklasse noch nicht ausgetragen |
| 1988    | Leistungsklasse noch nicht ausgetragen | Leistungsklasse noch nicht ausgetragen | Leistungsklasse noch nicht ausgetragen |
| 1992    | Leistungsklasse noch nicht ausgetragen | Leistungsklasse noch nicht ausgetragen | Leistungsklasse noch nicht ausgetragen |
| 1996    | Leistungsklasse noch nicht ausgetragen | Leistungsklasse noch nicht ausgetragen | Leistungsklasse noch nicht ausgetragen |
| 2000    | José Carlos Macedo                     | Armando Costa                          | Paul Gauthier                          |
| 2004    | Paul Gauthier                          | Santiago Pesquera Blanco               | An Myung-hoon                          |
| 2008    | Park Keon-woo                          | Grigorios Polychronidis                | Jeong Ho-won                           |
| 2012    | Choi Ye-jin                            | Jeong Ho-won                           | José Carlos Macedo                     |
| 2016    | Jeong Ho-won                           | Grigorios Polychronidis                | José Carlos Macedo                     |
| 2020    | Adam Peska                             | Grigorios Polychronidis                | Daniel Michel                          |

#### Mixed BC 4
| Olympia | Gold                                   | Silber                                 | Bronze                                 |
| ------- | -------------------------------------- | -------------------------------------- | -------------------------------------- |
| 1984    | Leistungsklasse noch nicht ausgetragen | Leistungsklasse noch nicht ausgetragen | Leistungsklasse noch nicht ausgetragen |
| 1988    | Leistungsklasse noch nicht ausgetragen | Leistungsklasse noch nicht ausgetragen | Leistungsklasse noch nicht ausgetragen |
| 1992    | Leistungsklasse noch nicht ausgetragen | Leistungsklasse noch nicht ausgetragen | Leistungsklasse noch nicht ausgetragen |
| 1996    | Leistungsklasse noch nicht ausgetragen | Leistungsklasse noch nicht ausgetragen | Leistungsklasse noch nicht ausgetragen |
| 2000    | Leistungsklasse noch nicht ausgetragen | Leistungsklasse noch nicht ausgetragen | Leistungsklasse noch nicht ausgetragen |
| 2004    | Leung Yuk Wing                         | Bruno Valentim                         | José María Dueso                       |
| 2008    | Dirceu Pinto                           | Leung Yuk Wing                         | Eliseu dos Santos                      |
| 2012    | Dirceu Pinto                           | Zheng Yuansen                          | Eliseu dos Santos                      |
| 2016    | Leung Yuk Wing                         | Samuel Andrejčík                       | Pornchok Larpyen                       |
| 2020    | Samuel Andrejčík                       | Pornchok Larpyen                       | Leung Yuk Wing                         |

### Doppel

#### Mixed C 1 mit Hilfsgerät
| Olympia | Gold                                      | Silber                                      | Bronze                                 |
| ------- | ----------------------------------------- | ------------------------------------------- | -------------------------------------- |
| 1984    | Leistungsklasse noch nicht ausgetragen    | Leistungsklasse noch nicht ausgetragen      | Leistungsklasse noch nicht ausgetragen |
| 1988    | Leistungsklasse noch nicht ausgetragen    | Leistungsklasse noch nicht ausgetragen      | Leistungsklasse noch nicht ausgetragen |
| 1992    | Leistungsklasse noch nicht ausgetragen    | Leistungsklasse noch nicht ausgetragen      | Leistungsklasse noch nicht ausgetragen |
| 1996    | Portugal José Carlos Macedo Armando Costa | Vereinigtes Königreich Zoe Edge Joyce Carle | Australien Kris Bignall Tu Huyhn       |
| 2000    | Leistungsklasse nicht mehr ausgetragen    | Leistungsklasse nicht mehr ausgetragen      | Leistungsklasse nicht mehr ausgetragen |
| 2004    | Leistungsklasse nicht mehr ausgetragen    | Leistungsklasse nicht mehr ausgetragen      | Leistungsklasse nicht mehr ausgetragen |
| 2008    | Leistungsklasse nicht mehr ausgetragen    | Leistungsklasse nicht mehr ausgetragen      | Leistungsklasse nicht mehr ausgetragen |
| 2012    | Leistungsklasse nicht mehr ausgetragen    | Leistungsklasse nicht mehr ausgetragen      | Leistungsklasse nicht mehr ausgetragen |
| 2016    | Leistungsklasse nicht mehr ausgetragen    | Leistungsklasse nicht mehr ausgetragen      | Leistungsklasse nicht mehr ausgetragen |
| 2020    | Leistungsklasse nicht mehr ausgetragen    | Leistungsklasse nicht mehr ausgetragen      | Leistungsklasse nicht mehr ausgetragen |

#### Mixed BC 3
| Olympia | Gold                                                                      | Silber                                                                        | Bronze                                                               |
| ------- | ------------------------------------------------------------------------- | ----------------------------------------------------------------------------- | -------------------------------------------------------------------- |
| 1984    | Leistungsklasse noch nicht ausgetragen                                    | Leistungsklasse noch nicht ausgetragen                                        | Leistungsklasse noch nicht ausgetragen                               |
| 1988    | Leistungsklasse noch nicht ausgetragen                                    | Leistungsklasse noch nicht ausgetragen                                        | Leistungsklasse noch nicht ausgetragen                               |
| 1992    | Leistungsklasse noch nicht ausgetragen                                    | Leistungsklasse noch nicht ausgetragen                                        | Leistungsklasse noch nicht ausgetragen                               |
| 1996    | Leistungsklasse noch nicht ausgetragen                                    | Leistungsklasse noch nicht ausgetragen                                        | Leistungsklasse noch nicht ausgetragen                               |
| 2000    | Irland Margaret Grant John Cronin                                         | Spanien Yolanda Martín Santiago Pesquera Blanco                               | Kanada Alison Kabush Paul Gauthier                                   |
| 2004    | Südkorea An Myung-hoon Park Seong-hyeon                                   | Spanien Santiago Pesquera Blanco José Manuel Rodríguez Vázquez                | Kanada Alison Kabush Paul Gauthier                                   |
| 2008    | Südkorea Jeong Ho-won Park Keon-woo Shin Bo-mee                           | Spanien Yolanda Martín Santiago Pesquera Blanco José Manuel Rodríguez Vázquez | Portugal Armando Costa Mário Peixoto Eunice Raimundo                 |
| 2012    | Griechenland Maria-Eleni Kordali Nikolaos Pananos Grigorios Polychronidis | Portugal Armando Costa José Carlos Macedo Luís Silva                          | Belgien Pieter Cilissen Kirsten de Laender Pieter Verlinden          |
| 2016    | Brasilien Evelyn de Oliveira Evani Soares da Silva Antônio Leme           | Südkorea Jeong Ho-won Kim Han-soo Choi Ye-jin                                 | Griechenland Anna Ntenta Nikolaos Pananos Grigorios Polychronidis    |
| 2020    | Südkorea Jeong Ho-won Kim Han-soo Choi Ye-jin                             | Japan Keisuke Kawamoto Kazuki Takahashi Keiko Tanaka                          | Griechenland Grigorios Polychronidis Anna Ntenta Anastasia Pyrgiotis |

#### Mixed BC 4
| Olympia | Gold                                                         | Silber                                                      | Bronze                                                         |
| ------- | ------------------------------------------------------------ | ----------------------------------------------------------- | -------------------------------------------------------------- |
| 1984    | Leistungsklasse noch nicht ausgetragen                       | Leistungsklasse noch nicht ausgetragen                      | Leistungsklasse noch nicht ausgetragen                         |
| 1988    | Leistungsklasse noch nicht ausgetragen                       | Leistungsklasse noch nicht ausgetragen                      | Leistungsklasse noch nicht ausgetragen                         |
| 1992    | Leistungsklasse noch nicht ausgetragen                       | Leistungsklasse noch nicht ausgetragen                      | Leistungsklasse noch nicht ausgetragen                         |
| 1996    | Leistungsklasse noch nicht ausgetragen                       | Leistungsklasse noch nicht ausgetragen                      | Leistungsklasse noch nicht ausgetragen                         |
| 2000    | Leistungsklasse noch nicht ausgetragen                       | Leistungsklasse noch nicht ausgetragen                      | Leistungsklasse noch nicht ausgetragen                         |
| 2004    | Hongkong Lau Yan Chi Leung Yuk Wing                          | Portugal Fernando de Oliveira Pereira Bruno Valentim        | Ungarn Dezső Béres József Gyurkota                             |
| 2008    | Brasilien Dirceu Pinto Eliseu dos Santos                     | Portugal Fernando de Oliveira Pereira Bruno Valentim        | Tschechien Ladislav Kratina Radek Procházka                    |
| 2012    | Brasilien Dirceu Pinto Eliseu dos Santos                     | Tschechien Leoš Lacina Radek Procházka                      | Kanada Marco Dispaltro Josh Vander Vies                        |
| 2016    | Slowakei Róbert Ďurkovič Michaela Balcová Samuel Andrejčík   | Brasilien Dirceu Pinto Eliseu dos Santos Marcelo dos Santos | Thailand Pornchok Larpyen Luanchan Phonsila Chaloemphon Tanbut |
| 2020    | Slowakei Samuel Andrejčík Michaela Balcová Martin Streharsky | Hongkong Lau Wai Yan Vivian Leung Yuk Wing Wong Kwan Hang   | Russland Daria Adonina Sergey Safin Iwan Frolow                |

### Mannschaft

#### Mixed Offene Wertung
| Olympia | Gold                                                               | Silber                                                         | Bronze                                                         |
| ------- | ------------------------------------------------------------------ | -------------------------------------------------------------- | -------------------------------------------------------------- |
| 1984    | Portugal António Baltazar Maria Helena Martins António José Mateus | Vereinigtes Königreich Carol Johnson Alin Kerwin Paula Monzani | Vereinigte Staaten Nancy Anderson Craig Clifton Candy Demarois |
| 1988    | Leistungsklasse nicht mehr ausgetragen                             | Leistungsklasse nicht mehr ausgetragen                         | Leistungsklasse nicht mehr ausgetragen                         |
| 1992    | Leistungsklasse nicht mehr ausgetragen                             | Leistungsklasse nicht mehr ausgetragen                         | Leistungsklasse nicht mehr ausgetragen                         |
| 1996    | Leistungsklasse nicht mehr ausgetragen                             | Leistungsklasse nicht mehr ausgetragen                         | Leistungsklasse nicht mehr ausgetragen                         |
| 2000    | Leistungsklasse nicht mehr ausgetragen                             | Leistungsklasse nicht mehr ausgetragen                         | Leistungsklasse nicht mehr ausgetragen                         |
| 2004    | Leistungsklasse nicht mehr ausgetragen                             | Leistungsklasse nicht mehr ausgetragen                         | Leistungsklasse nicht mehr ausgetragen                         |
| 2008    | Leistungsklasse nicht mehr ausgetragen                             | Leistungsklasse nicht mehr ausgetragen                         | Leistungsklasse nicht mehr ausgetragen                         |
| 2012    | Leistungsklasse nicht mehr ausgetragen                             | Leistungsklasse nicht mehr ausgetragen                         | Leistungsklasse nicht mehr ausgetragen                         |
| 2016    | Leistungsklasse nicht mehr ausgetragen                             | Leistungsklasse nicht mehr ausgetragen                         | Leistungsklasse nicht mehr ausgetragen                         |
| 2020    | Leistungsklasse nicht mehr ausgetragen                             | Leistungsklasse nicht mehr ausgetragen                         | Leistungsklasse nicht mehr ausgetragen                         |

#### Mixed C 1 / C 2
| Olympia | Gold | Silber                                                                    | Bronze                                                          |
| ------- | --- | ------------------------------------------------------------------------- | --------------------------------------------------------------- |
| 1984    | Leistungsklasse noch nicht ausgetragen                                                                  | Leistungsklasse noch nicht ausgetragen                                    | Leistungsklasse noch nicht ausgetragen                          |
| 1988    | Portugal João Alves Antonio Marques Maria Melo                                                          | Südkorea Choi Koh-dong Jung Yu-seok Yun Kang-no                           | Dänemark Lone Bak-Pedersen Henrik Jorgensen Mansoor Siddiqi     |
| 1992    | Spanien Manuel Fernández Daniel Outeiro Juan Tellechea Antonio Cid Cortés                               | Dänemark Henrik Jorgensen Mansoor Siddiqi Lone Bak-Pedersen Tove Jacobsen | Irland Martin McDonagh Tom Leahy Jason Kearney William Johnston |
| 1996    | Spanien Antonio Cid Cortés Miguel Ángel Gómez Garro Jesús Fraile Moreno María Hilda Rodríguez Rodríguez | Portugal Pedro Silva Antonio Marques Fernando Ferreira João Alves         | Südkorea Kim Joon You Won Kim Hae-ryung Jung Yu-seok            |
| 2000    | Leistungsklasse nicht mehr ausgetragen                                                                  | Leistungsklasse nicht mehr ausgetragen                                    | Leistungsklasse nicht mehr ausgetragen                          |
| 2004    | Leistungsklasse nicht mehr ausgetragen                                                                  | Leistungsklasse nicht mehr ausgetragen                                    | Leistungsklasse nicht mehr ausgetragen                          |
| 2008    | Leistungsklasse nicht mehr ausgetragen                                                                  | Leistungsklasse nicht mehr ausgetragen                                    | Leistungsklasse nicht mehr ausgetragen                          |
| 2012    | Leistungsklasse nicht mehr ausgetragen                                                                  | Leistungsklasse nicht mehr ausgetragen                                    | Leistungsklasse nicht mehr ausgetragen                          |
| 2016    | Leistungsklasse nicht mehr ausgetragen                                                                  | Leistungsklasse nicht mehr ausgetragen                                    | Leistungsklasse nicht mehr ausgetragen                          |
| 2020    | Leistungsklasse nicht mehr ausgetragen                                                                  | Leistungsklasse nicht mehr ausgetragen                                    | Leistungsklasse nicht mehr ausgetragen                          |

#### Mixed BC 1 / BC 2
| Olympia | Gold                                                                                | Silber                                                                                      | Bronze                                                                                           |
| ------- | ----------------------------------------------------------------------------------- | ------------------------------------------------------------------------------------------- | ------------------------------------------------------------------------------------------------ |
| 1984    | Leistungsklasse noch nicht ausgetragen                                              | Leistungsklasse noch nicht ausgetragen                                                      | Leistungsklasse noch nicht ausgetragen                                                           |
| 1988    | Leistungsklasse noch nicht ausgetragen                                              | Leistungsklasse noch nicht ausgetragen                                                      | Leistungsklasse noch nicht ausgetragen                                                           |
| 1992    | Leistungsklasse noch nicht ausgetragen                                              | Leistungsklasse noch nicht ausgetragen                                                      | Leistungsklasse noch nicht ausgetragen                                                           |
| 1996    | Leistungsklasse noch nicht ausgetragen                                              | Leistungsklasse noch nicht ausgetragen                                                      | Leistungsklasse noch nicht ausgetragen                                                           |
| 2000    | Südkorea Goo Keun-hoo Kim Hae-ryung Lee Jin-woo Lee Jung-ho                         | Spanien Jesús Fraile Moreno Álvaro Galán Floria Francisco Beltrán Manero Antonio Cid Cortés | Portugal Luis Belchior Antonio Marques Fernando Ferreira Pedro Silva                             |
| 2004    | Portugal João Paulo Fernandes Fernando Ferreira Cristina Gonçalves Antonio Marques  | Neuseeland Ross Flood Jeremy Morriss Liam Sanders Maurice Toon                              | Spanien Francisco Beltrán Manero Antonio Cid Cortés Pedro Cordero Martín José Javier Curto Gines |
| 2008    | Vereinigtes Königreich Dan Bentley Nigel Murray Zoe Robinson David Smith            | Portugal João Paulo Fernandes Fernando Ferreira Cristina Gonçalves Antonio Marques          | Spanien Francisco Beltrán Manero Pedro Cordero Martín Manuel Ángel Martín José Vaquerizo Relucio |
| 2012    | Thailand Witsanu Huadpradit Mongkol Jitsa-Ngiem Pattaya Tadtong Watcharaphon Vongsa | Volksrepublik China Yan Zhiqiang Yuan Weibo Zhang Qi Zhong Kai                              | Vereinigtes Königreich Dan Bentley Nigel Murray Zoe Robinson David Smith                         |
| 2016    | Thailand Pattaya Tadtong Watcharaphon Vongsa Worawut Saengampa Subin Tipmanee       | Japan Takayuki Kitani Takayuki Hirose Yuriko Fujii Hidetaka Sugimura                        | Portugal Abilio Valente Antonio Marques Cristina Gonçalves Fernando Ferreira                     |
| 2020    | Thailand Witsanu Huadpradit Subin Tipmanee Watcharaphon Vongsa Worawut Saengampa    | Volksrepublik China Zhang Qi Yan Zhiqiang Lan Zhijan                                        | Japan Takumi Nakamura Takayuki Hirose Hidetaka Sugimura Yuriko Fujii                             |

## Erfolgreichste Medaillengewinner
Die folgende Tabelle führt die erfolgreichsten paralympischen Bocciaspieler auf. Der Übersichtlichkeit halber werden hier nur jene Sportler gelistet, die mindestens drei Goldmedaillen oder aber mindestens fünf Medaillen insgesamt gewonnen haben. (Stand: 27. August 2023)
| Platz                                                               | Athlet                  | Gold | Silber | Bronze | Gesamt |
| ------------------------------------------------------------------- | ----------------------- | ---- | ------ | ------ | ------ |
| 1.                                                                  | Dirceu Pinto            | 4    | 1      | 0      | 5      |
| 1.                                                                  | Watcharaphon Vongsa     | 4    | 1      | 0      | 5      |
| 2.                                                                  | Antonio Cid Cortés      | 3    | 2      | 1      | 6      |
| 2.                                                                  | Leung Yuk Wing          | 3    | 2      | 1      | 6      |
| 2.                                                                  | David Smith             | 3    | 2      | 1      | 6      |
| 3.                                                                  | José Carlos Macedo      | 3    | 1      | 2      | 6      |
| 4.                                                                  | Jeong Ho-won            | 3    | 1      | 1      | 5      |
| 5.                                                                  | João Paulo Fernandes    | 3    | 1      | 0      | 4      |
| 5.                                                                  | Samuel Andrejčík        | 3    | 1      | 0      | 4      |
| 6.                                                                  | Pattaya Tadtong         | 3    | 0      | 1      | 4      |
| Keine drei Goldmedaillen, aber mindestens fünf Medaillen insgesamt: |                         |      |        |        |        |
| –                                                                   | Antonio Marques         | 2    | 3      | 2      | 7      |
| –                                                                   | Eliseu dos Santos       | 2    | 1      | 2      | 5      |
| –                                                                   | Henrik Jorgensen        | 1    | 3      | 2      | 6      |
| –                                                                   | Grigorios Polychronidis | 1    | 3      | 2      | 6      |
| –                                                                   | Fernando Ferreira       | 1    | 2      | 4      | 7      |

## Nationen-Medaillenspiegel
Stand: 27. August 2023
| Platz | Land                   | Gold | Silber | Bronze | Gesamt |
| ----- | ---------------------- | ---- | ------ | ------ | ------ |
| 1.    | Südkorea               | 10   | 5      | 6      | 21     |
| 2.    | Portugal               | 8    | 10     | 8      | 26     |
| 3.    | Brasilien              | 6    | 1      | 4      | 11     |
| 4.    | Spanien                | 5    | 7      | 7      | 19     |
| 5.    | Vereinigtes Königreich | 5    | 5      | 3      | 13     |
| 6.    | Thailand               | 5    | 3      | 3      | 11     |
| 7.    | Hongkong               | 4    | 2      | 1      | 7      |
| 8.    | Irland                 | 3    | 1      | 2      | 6      |
| 9.    | Slowakei               | 3    | 1      | 0      | 4      |
| 10.   | Vereinigte Staaten     | 2    | 2      | 3      | 7      |
| 11.   | Dänemark               | 1    | 3      | 2      | 6      |
| 11.   | Griechenland           | 1    | 3      | 2      | 6      |
| 12.   | Japan                  | 1    | 2      | 1      | 4      |
| 13.   | Tschechien             | 1    | 1      | 1      | 3      |
| 14.   | Volksrepublik China    | 0    | 4      | 1      | 5      |
| 15.   | Kanada                 | 0    | 2      | 4      | 6      |
| 16.   | Norwegen               | 0    | 1      | 1      | 2      |
| 17.   | Neuseeland             | 0    | 1      | 0      | 1      |
| 17.   | Niederlande            | 0    | 1      | 0      | 1      |
| 18.   | Belgien                | 0    | 0      | 2      | 2      |
| 18.   | Australien             | 0    | 0      | 2      | 2      |
| 19.   | Ungarn                 | 0    | 0      | 1      | 1      |
| 19.   | Malaysia               | 0    | 0      | 1      | 1      |
| 19.   | Russland               | 0    | 0      | 1      | 1      |